# Karl Becker (Sänger)
Karl Becker (* 1820 in Hildesheim; † 1. März 1879 in Darmstadt) war ein deutscher Bariton.

## Leben und Wirken
Nach dem Schulbesuch nahm er eine Gesangsausbildung auf. Als Bariton hatte er 1845 sein erstes Engagement am Theater an der Wien. 1848 wechselte er an das Stadttheater nach Hamburg und 1851 an das Königliche Hoftheater Dresden. Die längste Zeit war Becker von 1855 bis zu seinem Tod Bariton am Hoftheater in Darmstadt.